# 13 (Blur-Album)
13 ist das sechste Studioalbum der britischen Rockband Blur. Es erschien am 15. März 1999 und stellt eine noch radikalere Abkehr vom Britpop-Sound der frühen Tage der Band dar als der Vorgänger.

## Beschreibung
Im Gegensatz zu vielen Weggefährten der Britpop-Bewegung wie Oasis und Supergrass entfernten sich Blur gegen Ende der 1990er Jahre immer stärker vom britischen Trademark-Sound des Jahrzehnts und schlugen vergleichsweise experimentelle und vom amerikanischen Lo-Fi-Sound sowie vom Psychedelic Rock der 1970er inspirierte Wege ein. Einzig die zweite Single Coffee & TV erinnert noch ansatzweise an den früheren Sound der Band. Erstmals verabschiedete sich die Band auf diesem Album auch von ihrem langjährigen Produzenten Stephen Street und arbeitete, für eine Rockband ungewöhnlich, mit dem bis dahin nur im Elektronikbereich renommierten William Orbit zusammen, der im Jahr zuvor Madonnas Album Ray of Light produziert hatte. Von der internationalen Kritik wurde das Album größtenteils begeistert aufgenommen.

## Titelliste
1. Tender – 7:40
2. Bugman – 4:47
3. Coffee & TV – 5:58
4. Swamp Song – 4:36
5. 1992 – 5:29
6. B.L.U.R.E.M.I. – 2:52
7. Battle – 7:43
8. Mellow Song – 3:56
9. Trailerpark – 4:26
10. Caramel – 7:38
11. Trimm Trabb – 5:37
12. No Distance Left to Run – 3:27
13. Optigan 1 – 2:34

## Kommerzieller Erfolg

### Chartplatzierungen
| ChartsChartplatzierungen       | Höchstplatzierung | Wochen |
| ------------------------------ | ----------------- | ------ |
| Deutschland (GfK)              | 6 (9 Wo.)         | 9      |
| Österreich (Ö3)                | 12 (8 Wo.)        | 8      |
| Schweiz (IFPI)                 | 12 (6 Wo.)        | 6      |
| Vereinigte Staaten (Billboard) | 80 (5 Wo.)        | 5      |
| Vereinigtes Königreich (OCC)   | 1 (34 Wo.)        | 34     |

| ChartsJahrescharts (1999)    | Platzierung |
| ---------------------------- | ----------- |
| Vereinigtes Königreich (OCC) | 43          |

### Auszeichnungen für Musikverkäufe
| Land/Region                  | Auszeichnungen für Musikverkäufe (Land/Region, Auszeichnung, Verkäufe) | Verkäufe |
| ---------------------------- | ---------------------------------------------------------------------- | -------- |
| Dänemark (IFPI)              | Gold                                                                   | 10.000   |
| Japan (RIAJ)                 | Gold                                                                   | 100.000  |
| Kanada (MC)                  | Gold                                                                   | 40.000   |
| Neuseeland (RMNZ)            | Platin                                                                 | 15.000   |
| Spanien (Promusicae)         | Gold                                                                   | 50.000   |
| Vereinigtes Königreich (BPI) | Platin                                                                 | 600.000  |
| Insgesamt                    | 4× Gold · 2× Platin ·                                                  | 815.000  |